# Vrbice (okres Prachatice)
Obec Vrbice se nachází v okrese Prachatice, kraj Jihočeský. Leží v Šumavském podhůří (podcelek Vimperská vrchovina, okrsek Mladotická vrchovina). Ve vzdálenosti 1 km jihovýchodně se nalézá obec Vacov, 11 km jižně leží město Vimperk, 16 km severozápadně město Sušice, 19 km severovýchodně město Strakonice a 25 km jihovýchodně město Prachatice. Obcí probíhá silnice II/171 (Janovice nad Úhlavou – Sušice – Vacov – Čkyně). Žije zde 62 obyvatel.

## Historie
První písemná zmínka o obci (Wirbicz) pochází z roku 1382. Vesnice vznikla pravděpodobně během kolonizace v 13. století. Název Vrbice se objevil až po roce 1554. Ve vesnici se nacházel poplužní dvůr a celá vesnice náležela k panství Přečín. Od roku 1912 byla Vrbice samostatnou obcí, prvním starostou byl Pavel Lešák.
Vrbice jako typická vesnice šumavského Podlesí proslula v 19. století světáctvím, kdy se místní obyvatelstvo vydávalo za prací „do světa“. To zachytil i Karel Klostermann v povídce Mrtví se nevracejí, která se odehrává v okolí obce (mj. v Milíkově a na Zahájeném).
V roce 1920 zachvátil obec rozsáhlý požár, místní hasičský sbor fungoval v letech 1945–1972.

## Památky
V obci se nachází kaple Panny Marie Prostřednice všech milostí, která byla postavena v roce 1949. Kapli projektoval stavitel Matějka a malířsky ji vyzdobil Alois Martan. Kaple byla opravena v roce 2012.

## Vybavenost
V obci se nachází obecní úřad využitelný i jako společenská místnost. Ve vesnici se nachází zastávka autobusové dopravy s přístřeškem. Dále zde sídlí pila a betonárna. Západně od centra obce leží chatová oblast v okolí koupaliště Rohanov.

## Galerie

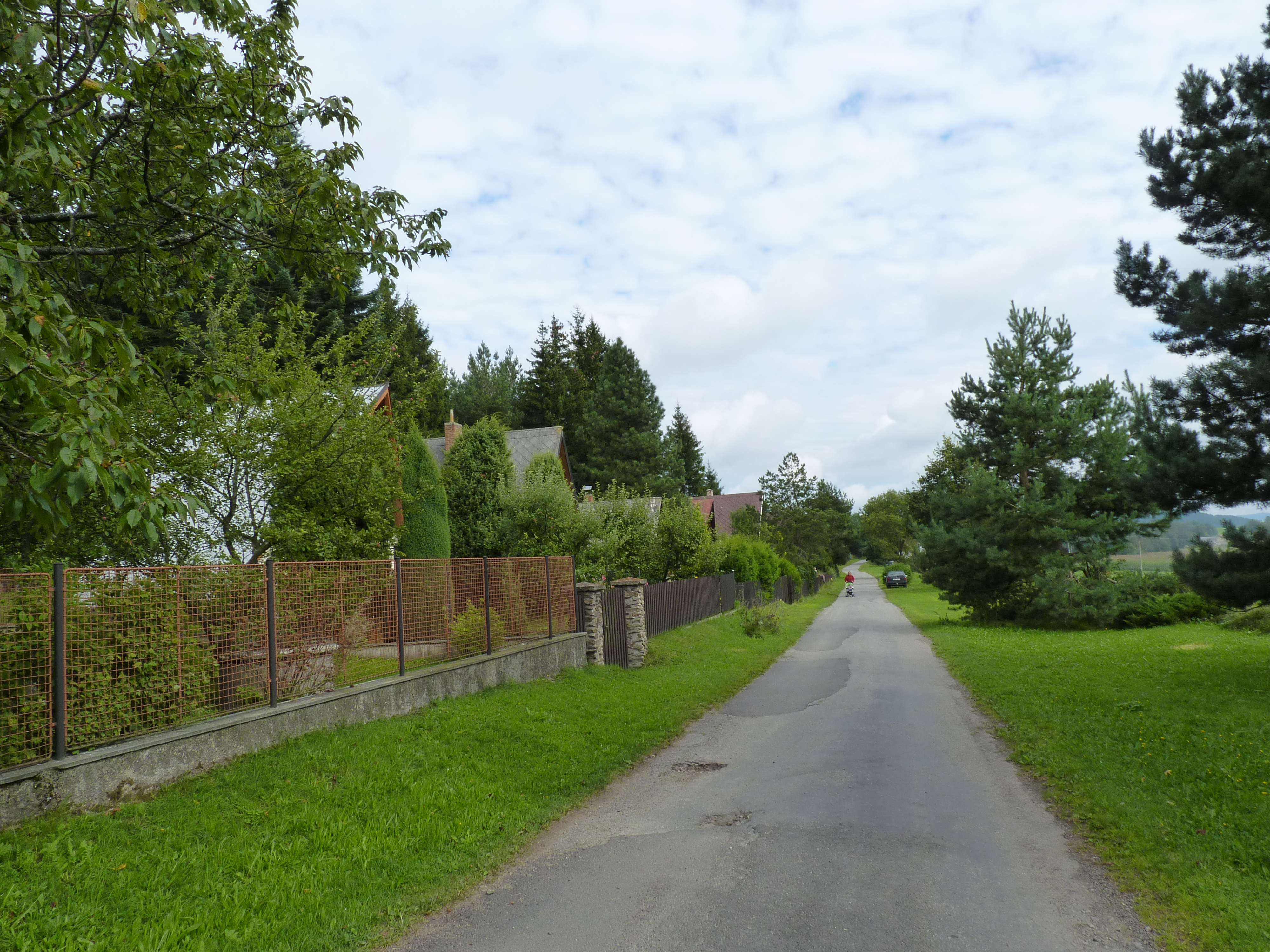
Chatová část ve Vrbici
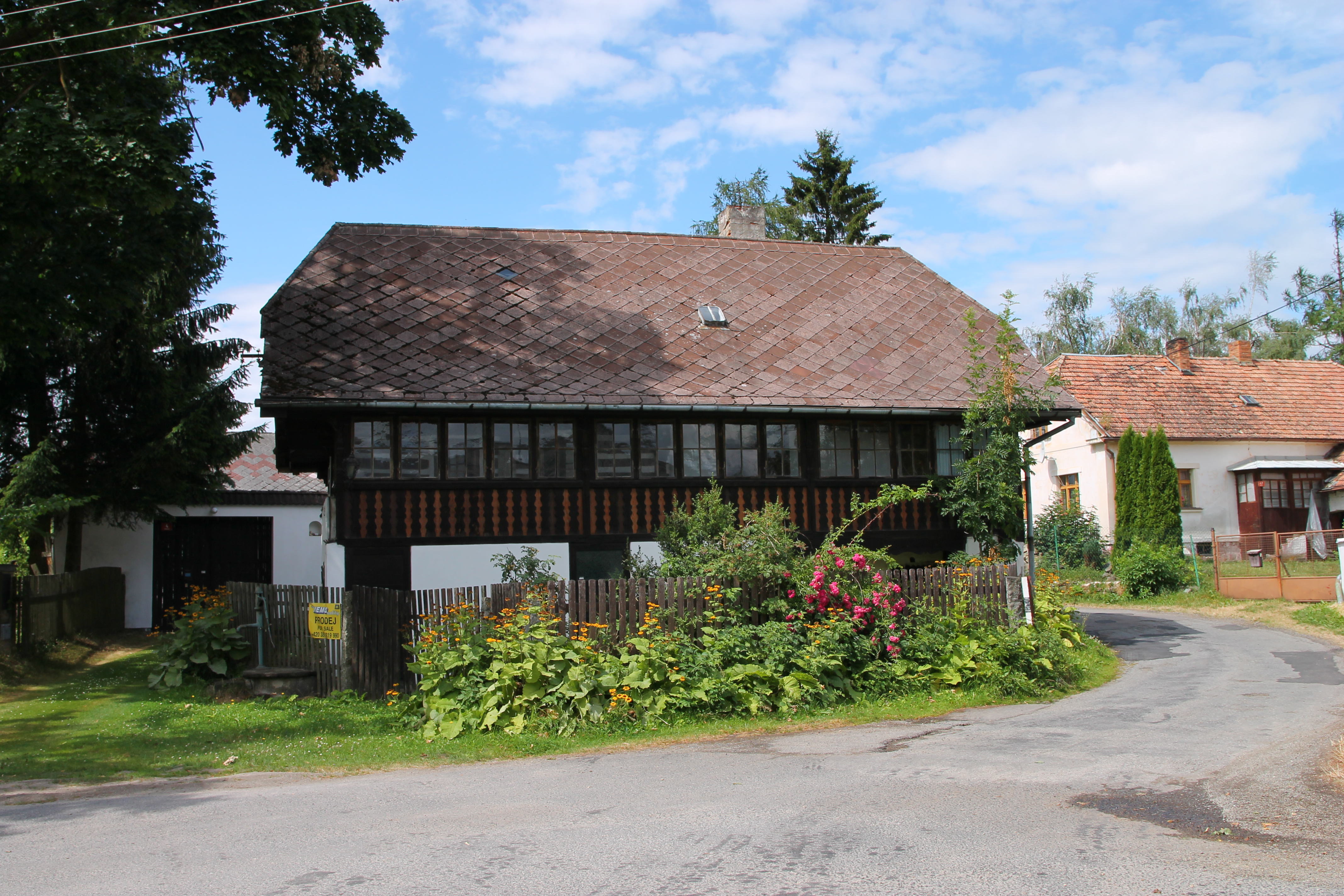
Dům čp. 5